# Quirimbas
Le Quirimbas o Isole Fortunate sono un arcipelago composto da una trentina di piccole isole, situato nel nord del Mozambico e appartenente alla provincia di Cabo Delgado. Sono bagnate dalle acque dell'Oceano Indiano e dal Canale di Pemba.
Le Quirimbas si snodano lungo la costa dall'altezza della città di Pemba fino al fiume Ruvuma che segna il confine fra Mozambico e Tanzania. Costituiscono un santuario naturale praticamente incontaminato, con foreste, ricche barriere coralline e acque popolate da dugonghi, delfini, tartarughe marine, balene, squali e oltre 375 specie di pesci. Sono considerate area protetta dal WWF: la decisione di creare un'area protetta fu presa nel giugno 2002 dalla popolazione del luogo, che sottoscrisse la proposta avanzata dal WWF e da un'istituzione locale, il GECORENA.
Le 11 isole meridionali appartengono inoltre al Parco nazionale delle Quirimbas, una riserva naturale marina di oltre 1500 km² che comprende anche una parte terrestre ed è stata riconosciuta come parco nazionale il 6 giugno del 2002. 
Le isole hanno una popolazione di 50.000 persone, dedita principalmente alla pesca nei dhow (le canoe a bilanciere tipiche della costa orientale africana). Società mozambicane e inglesi hanno iniziato da qualche anno a costruirvi strutture ecoturistiche.
Le principali isole dell'arcipelago sono Metundo, Vamizi, Matemo (la più settentrionale), Sencar, Mefunvo, Quisiva, Ibo, Medjumbe, Quirimba e Quilálea (che fu la prima isola protetta dal WWF).
Dal nome "Quilálea" deriverebbe, secondo alcune fonti, la parola swahili per "sonno" (lala), perché in quest'isola i commercianti arabi e portoghesi si sarebbero fermati a riposare nel viaggio verso Quirimba.